# Winterstorm
Winterstorm es una banda de power metal formada en el año 2008 en Bayreuth, Alemania. También posee influencias del folk metal y el viking metal.

## Historia
Después de que su anterior banda, Circle of Grief, se separara tras 10 años en activo, los músicos Sebastian Albrecht y Peter Cerveny empezaron a buscar gente para empezar otro proyecto. Muy pronto, Armin Haas se convirtió en el nuevo guitarrista. Más tarde, Michael Liewald se unió también como guitarrista y Matthias Müller como teclista. La mayor parte de las canciones se crearon con esta formación.
En el verano de 2009, el grupo encontró la última pieza que faltaba, y Alexander Schirmer asumió el papel de cantante. Eligieron el nombre de Winterstorm debido a la influencia por un lado del frío del norte, y por otro del Power metal.
A finales de 2009, todas las canciones de su primer álbum habían sido terminadas. En febrero de 2010 empezaron las grabaciones. Tras tres meses de trabajo, A coming storm fue lanzado en mayo de 2010.
Durante los dos años siguientes la banda tocó como teloneros de importantes grupos como Rage, Dragonforce, Crematory y Saltatio Mortis, a la vez que acudía a diversos festivales e iba ganando fanes. En total, A coming storm recibió 40 críticas obteniendo una puntuación de 7,29 puntos sobre 10.
En septiembre de 2011 Winterstorm resultó ganador de los Medieval Rock Awards del mayor festival medieval de Europa. A finales de este mes, empezaron a grabar su segundo disco que terminó en febrero de 2012.
Tras una larga búsqueda por encontrar un sello discográfico, y después de numerosas ofertas de prestigiosas empresas, Winterstorm decidió publicar el segundo álbum con su antigua firma con el nombre de Kings will fall en septiembre de 2012, mes en el que la banda consiguió su mayor éxito: su participación en Wacken Open Air, el festival de metal más grande del mundo. Las críticas de Kings will fall superaron ampliamente las de su primer trabajo, lo que les supuso un gran reconocimiento dentro del género.
La fama de la banda fue creciendo, y finalmente llegó la oferta de una famosa discográfica que habían estado esperando. En marzo de 2013, Winterstorm firmó un contrato con la compañía austriaca NoiseArt Records, así como con la agencia de reservas Rock the Nation.

## Miembros

### Miembros actuales
- Peter Cerveny - Bajo (2008 - actualidad)
- Michael "Michi" Liewald - Guitarra y voz secundaria (2008 - actualidad)
- Armin Haas - Guitarra y voz secundaria (2008 - actualidad)
- Matthias "Max" Müller - Teclados (2008 - actualidad)
- Alexander Schirmer - Voz principal (2009 - actualidad)
- Sebastian "Sebb" Albrecht - Batería y voz (2008 - actualidad)

## Discografía

### Álbumes de estudio
- A coming storm (2010)
- Kings will fall (2012)
- Cathyron (2014)
- Cube Of Infinity (2016)